# Ashingdon
Ashingdon est un village et une paroisse civile de l'Essex, en Angleterre.

## Toponymie
Ashingdon est un nom d'origine vieil-anglaise. Il fait référence à une colline (dūn) liée soit à un âne (assa), soit à un homme nommé *Assa, le -n étant la marque du gérondif. Dans le Domesday Book, compilé en 1086, ce toponyme est orthographié Nesenduna.

## Géographie
Ashingdon se trouve dans le sud de l'Essex, à 3 km au nord de la ville de Rochford et à une vingtaine de kilomètres au sud-est de Chelmsford, le chef-lieu du comté. La paroisse civile s'étend au nord jusqu'à la rive droite de la Crouch (en). Administrativement, elle relève du district non métropolitain de Rochford.

## Histoire
Ashingdon est couramment considéré comme l'emplacement de la bataille d'Assandun, qui oppose le 18 octobre 1016 le roi anglais Edmond Côte-de-Fer au Danois Knut le Grand. Quatre ans plus tard, Knut, devenu roi d'Angleterre après la mort d'Edmond, fait édifier une église sur une colline proche pour commémorer son adversaire vaincu. L'actuelle église Saint-André occuperait le même emplacement.

## Démographie
Au recensement de 2011, la paroisse civile d'Ashingdon comptait 3 634 habitants.
| 1801 | 1811 | 1821 | 1831 | 1841 | 1851 | 1881 |
| ---- | ---- | ---- | ---- | ---- | ---- | ---- |
| 59   | 102  | 97   | 98   | 119  | 99   | 91   |

| 1891 | 1901 | 1911 | 1921 | 1931 | 1951  | 1961  |
| ---- | ---- | ---- | ---- | ---- | ----- | ----- |
| 97   | 178  | 243  | 276  | 504  | 1 263 | 2 220 |

| 1971  | 1981 | 1991 | 2001 | 2011  | - | - |
| ----- | ---- | ---- | ---- | ----- | - | - |
| 2 676 | ?    | ?    | ?    | 3 634 | - | - |

## Culture locale et patrimoine

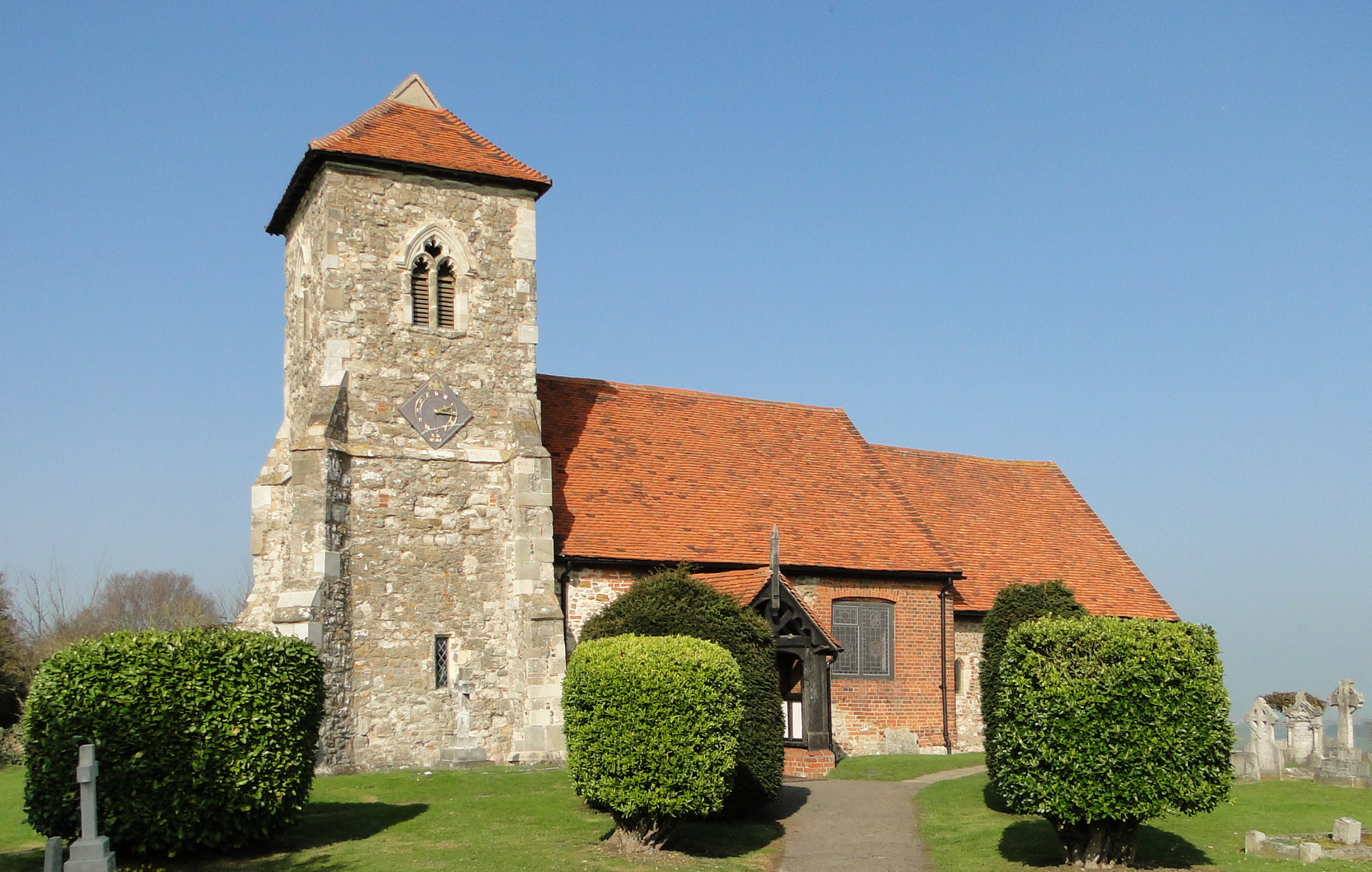
L'église Saint-André d'Ashingdon.

L'église paroissiale d'Ashingdon est dédiée à saint André. La majeure partie du bâtiment (nef, chancel et clocher) date du XIVe siècle. Le porche sud est un ajout du XVIe siècle et la sacristie, du XIXe siècle. Les murs originaux en pierre ont été complétés avec des briques aux XVIe et XXe siècles. Cette église constitue un monument classé de grade II* depuis 1959. 